# Jussy (Moselle)
Pour les articles homonymes, voir Jussy.
Jussy est une commune française située dans le département de la Moselle, en région Grand Est. Les habitants se nomment les Jussiens.

## Géographie
Il y a des bois à Jussy. La place du Château offre un panorama sur la vallée de la Moselle.

### Communes limitrophes
|            | Rozérieulles | Sainte-Ruffine   |
| Gravelotte | Jussy        | Moulins-lès-Metz |
|            | Vaux         |                  |

### Hydrographie
La commune est située dans le bassin versant du Rhin au sein du bassin Rhin-Meuse. Elle est drainée par la Moselle, la Moselle canalisée et le fossé des Vieilles Eaux.
La Moselle, d’une longueur totale de 560 kilomètres, dont 315 kilomètres en France, prend sa source dans le massif des Vosges au col de Bussang et se jette dans le Rhin à Coblence en Allemagne.
La Moselle canalisée, d'une longueur totale de 135,2 km, prend sa source dans la commune de Pont-Saint-Vincent et se jette  dans la Moselle à Kœnigsmacker, après avoir traversé 61 communes.

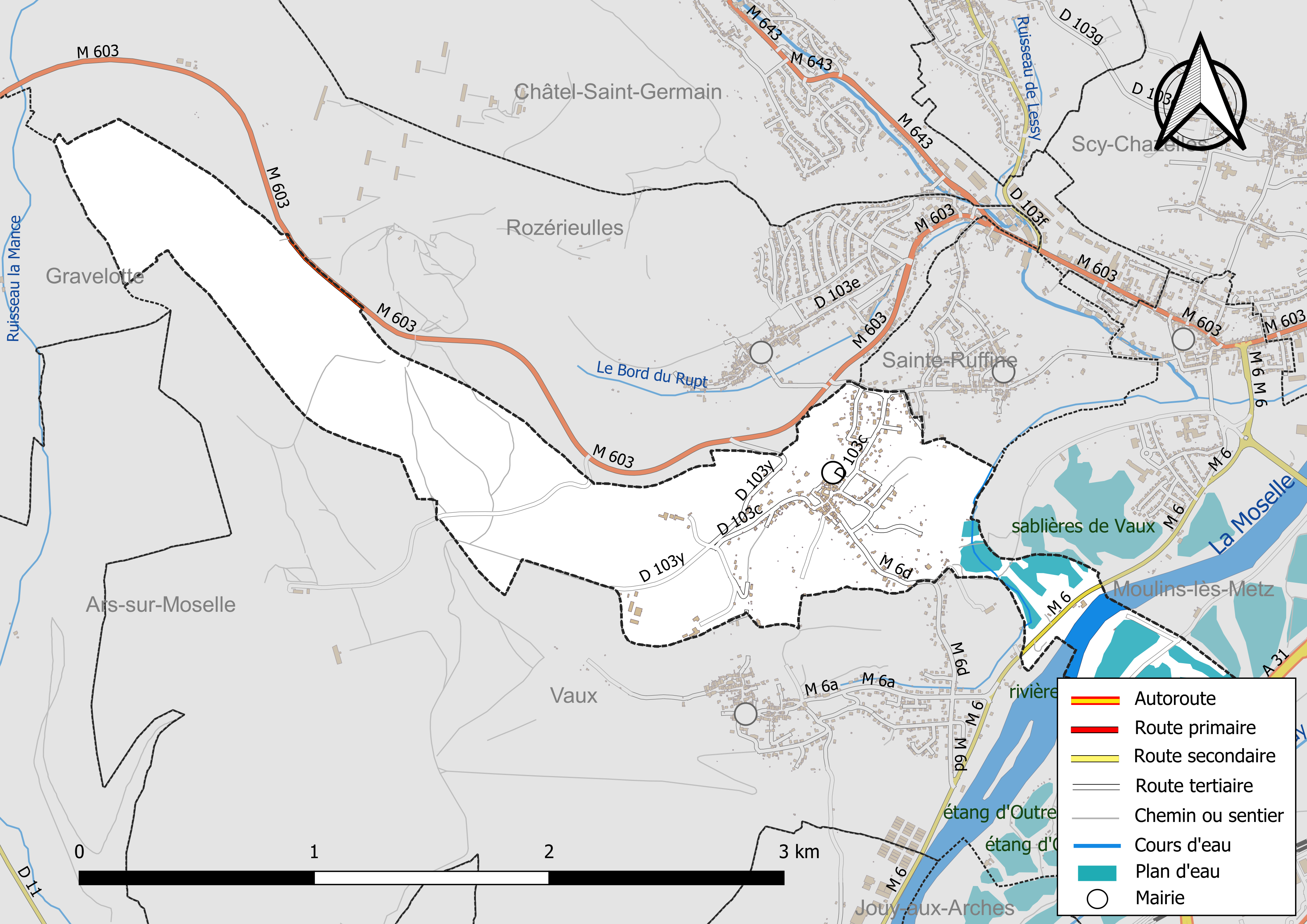
Réseaux hydrographique et routier de Jussy.

La qualité des eaux des principaux cours d’eau de la commune, notamment de la Moselle et de la Moselle canalisée, peut être consultée sur un site spécial géré par les agences de l’eau et l’Agence française pour la biodiversité.

### Climat
Pour des articles plus généraux, voir Climat du Grand Est et Climat de la Moselle.
En 2010, le climat de la commune est de type climat des marges montargnardes, selon une étude du Centre national de la recherche scientifique s'appuyant sur une série de données couvrant la période 1971-2000. En 2020, Météo-France publie une typologie des climats de la France métropolitaine dans laquelle la commune est exposée à un climat semi-continental et est dans la région climatique  Lorraine, plateau de Langres, Morvan, caractérisée par un hiver rude (1,5 °C), des vents modérés et des brouillards fréquents en automne et hiver. 
Pour la période 1971-2000, la température annuelle moyenne est de 9,4 °C, avec une amplitude thermique annuelle de 16,3 °C. Le cumul annuel moyen de précipitations est de 754 mm, avec 12,6 jours de précipitations en janvier et 9 jours en juillet. Pour la période 1991-2020, la température moyenne annuelle observée sur la station météorologique de Météo-France la plus proche, « Metz-Frescaty », sur la commune d'Augny à 5 km à vol d'oiseau, est de 11,1 °C et le cumul annuel moyen de précipitations est de 713,5 mm. 
La température maximale relevée sur cette station est de 39,7 °C, atteinte le 25 juillet 2019 ; la température minimale est de −23,2 °C, atteinte le 17 février 1956,,. 
Les paramètres climatiques de la commune ont été estimés pour le milieu du siècle (2041-2070) selon différents scénarios d'émission de gaz à effet de serre à partir des nouvelles projections climatiques de référence DRIAS-2020. Ils sont consultables sur un site spécial publié par Météo-France en novembre 2022.

## Urbanisme

### Typologie
Au 1er janvier 2024, Jussy est catégorisée ceinture urbaine, selon la nouvelle grille communale de densité à sept niveaux définie par l'Insee en 2022.
Elle appartient à l'unité urbaine de Metz, une agglomération intra-départementale regroupant 42  communes, dont elle est une commune de la banlieue,,. Par ailleurs la commune fait partie de l'aire d'attraction de Metz, dont elle est une commune de la couronne,. Cette aire, qui regroupe 245 communes, est catégorisée dans les aires de 200 000 à moins de 700 000 habitants,.

### Occupation des sols
L'occupation des sols de la commune, telle qu'elle ressort de la base de données européenne d’occupation biophysique des sols Corine Land Cover (CLC), est marquée par l'importance des forêts et milieux semi-naturels (59,8 % en 2018), en diminution par rapport à 1990 (67 %). La répartition détaillée en 2018 est la suivante : 
milieux à végétation arbustive et/ou herbacée (38,5 %), forêts (21,4 %), eaux continentales (16,6 %), zones urbanisées (13,3 %), terres arables (10,2 %). L'évolution de l’occupation des sols de la commune et de ses infrastructures peut être observée sur les différentes représentations cartographiques du territoire : la carte de Cassini (XVIIIe siècle), la carte d'état-major (1820-1866) et les cartes ou photos aériennes de l'IGN pour la période actuelle (1950 à aujourd'hui).

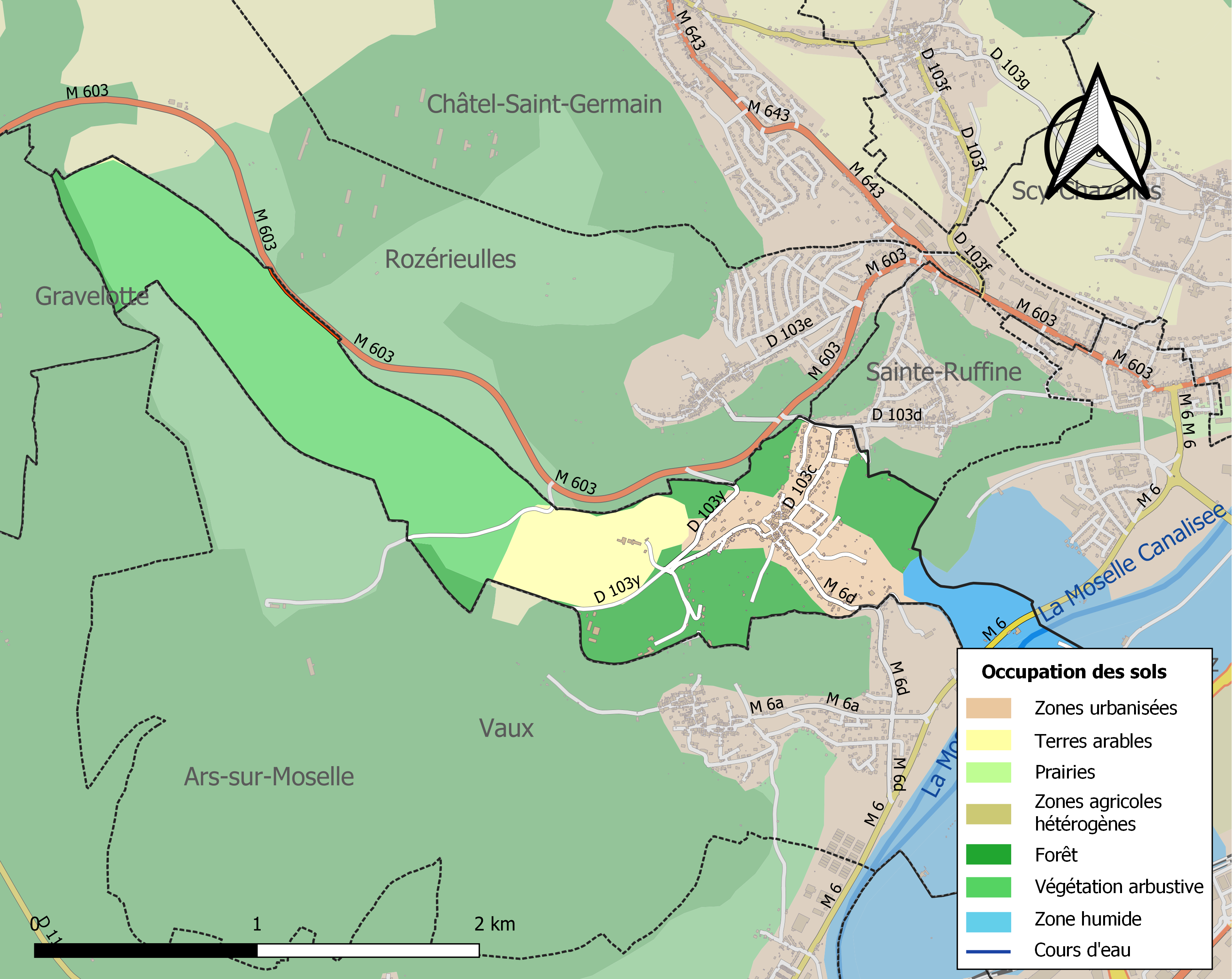
Carte des infrastructures et de l'occupation des sols de la commune en 2018 (CLC).

## Toponymie
- Jussiaca (869) ; Jussiaca villa in pago Moslensi (870) ; Jussiacum (1049) ; Jusseio novum castrum (1130) ; Jussey (1140) ; Jussei (1144) ; Juxey (1299) ; Jouxy (XIVe siècle) ; Juxy (1393) ; Jeuxey (1419) ; Juxei (1425) ; Jeussey (1444) ; Juxeium (1544) ; Jussy (1793) ; Jussingen (1915–1918 et 1940-1944).
- En lorrain : Jeu'hi.
- Il existe deux autres communes homonymes Jussy : une dans le département de l'Aisne et une dans le département de l'Yonne. Voir : Jussy (Aisne) et Jussy (Yonne).

## Histoire
Jussy est un très vieux village de vignerons. Déjà les romains y plantent des vignes et fabriquent du vin. Le nom du village a évolué au fil des siècles : Jussiaca Villa en 869, Jusseyum en 1012, puis Jussey en 1140. Le village est donné en propriété à l’abbaye messine de Saint-Arnoul par l’empereur Charles II le Chauve en 869. À l'époque médiévale, de nombreuses grandes familles messines possèdent des fiefs à Jussy. Au cours du siège de Metz, en 1444, le château de Jussy, dit « de Tinseau », fut occupé par les troupes de Charles VII. Le 22 septembre 1448, on brûla une sorcière sur le ban communal.
Comme les autres communes de Moselle, la commune de Jussy est annexée à l’Empire allemand de 1871 à 1918. De nouveau française entre 1918 et 1940, la commune est annexée une seconde fois de 1940 à 1944. Le 1er avril 1941, la commune de Jussy, rebaptisée Jussingen, est intégrée au Stadtkreis Metz, le district urbain de Metz. Le 23 mai 1944 à 9 h 10, Jussy est victime d'un bombardement aérien anglo-américain. Plusieurs dizaines de bombes de 500 kg s'abattent sur la commune, faisant douze victimes dans la population civile, et laissant le village en ruines. De nombreuses maisons, mais aussi le château de Tinseau et la maison Suby sont irrémédiablement détruits. Il faudra 24 ans pour reconstruire à l'identique la nef de l'église du village. Détruit à 95 %, le village de Jussy est libéré par la 5e DI de l'armée Patton le 21 novembre 1944, à la fin de la bataille de Metz.
Après guerre, la reconstruction de la commune prendra une dizaine d'années, des chalets provisoires de bois remplaçant les maisons détruites. Après une épidémie de phylloxéra, la vigne cède progressivement la place aux cultures de fraises dès le milieu du XXe siècle.

## Blasonnement
À dextre un demi aigle d'or sur fond bleu azur symbole de l'abbaye des bénédictins de Saint Arnould de Metz. À senestre, on voit un cercle et un demi-cercle d'or. Dans le cercle d'or, il y a une croix dont les extrémités vont en s'élargissant

## Politique et administration
| Période                                  | Période   | Identité      | Étiquette | Qualité |
| ---------------------------------------- | --------- | ------------- | --------- | ------- |
| mars 1989                                | mars 2001 | Roger Willems |           |         |
| mars 2001                                | Juin 2020 | Guy Bergé     | UDI       |         |
| Juillet 2020                             | En cours  | Pierre Fachot |           |         |
| Les données manquantes sont à compléter. |           |               |           |         |

(Nouvelle mairie en 1993.)

## Démographie
L'évolution du nombre d'habitants est connue à travers les recensements de la population effectués dans la commune depuis 1793. Pour les communes de moins de 10 000 habitants, une enquête de recensement portant sur toute la population est réalisée tous les cinq ans, les populations de référence des années intermédiaires étant quant à elles estimées par interpolation ou extrapolation. Pour la commune, le premier recensement exhaustif entrant dans le cadre du nouveau dispositif a été réalisé en 2005.

En 2022, la commune comptait 458 habitants, en évolution de +0,88 % par rapport à 2016 (Moselle : +0,52 %, France hors Mayotte : +2,11 %).
| 1793 | 1800 | 1806 | 1821 | 1836 | 1841 | 1861 | 1866 | 1871 |
| ---- | ---- | ---- | ---- | ---- | ---- | ---- | ---- | ---- |
| 243  | 228  | 257  | 190  | 244  | 229  | 243  | 249  | 275  |

| 1875 | 1880 | 1885 | 1890 | 1895 | 1900 | 1905 | 1910 | 1921 |
| ---- | ---- | ---- | ---- | ---- | ---- | ---- | ---- | ---- |
| 257  | 283  | 271  | 264  | 254  | 259  | 260  | 250  | 181  |

| 1926 | 1931 | 1936 | 1946 | 1954 | 1962 | 1968 | 1975 | 1982 |
| ---- | ---- | ---- | ---- | ---- | ---- | ---- | ---- | ---- |
| 199  | 203  | 202  | 115  | 208  | 281  | 317  | 368  | 396  |

| 1990 | 1999 | 2005 | 2006 | 2010 | 2015 | 2020 | 2022 | - |
| ---- | ---- | ---- | ---- | ---- | ---- | ---- | ---- | - |
| 418  | 475  | 451  | 446  | 485  | 463  | 446  | 458  | - |

## Culture locale et patrimoine

### Lieux et monuments
- Château de Tinseau ;

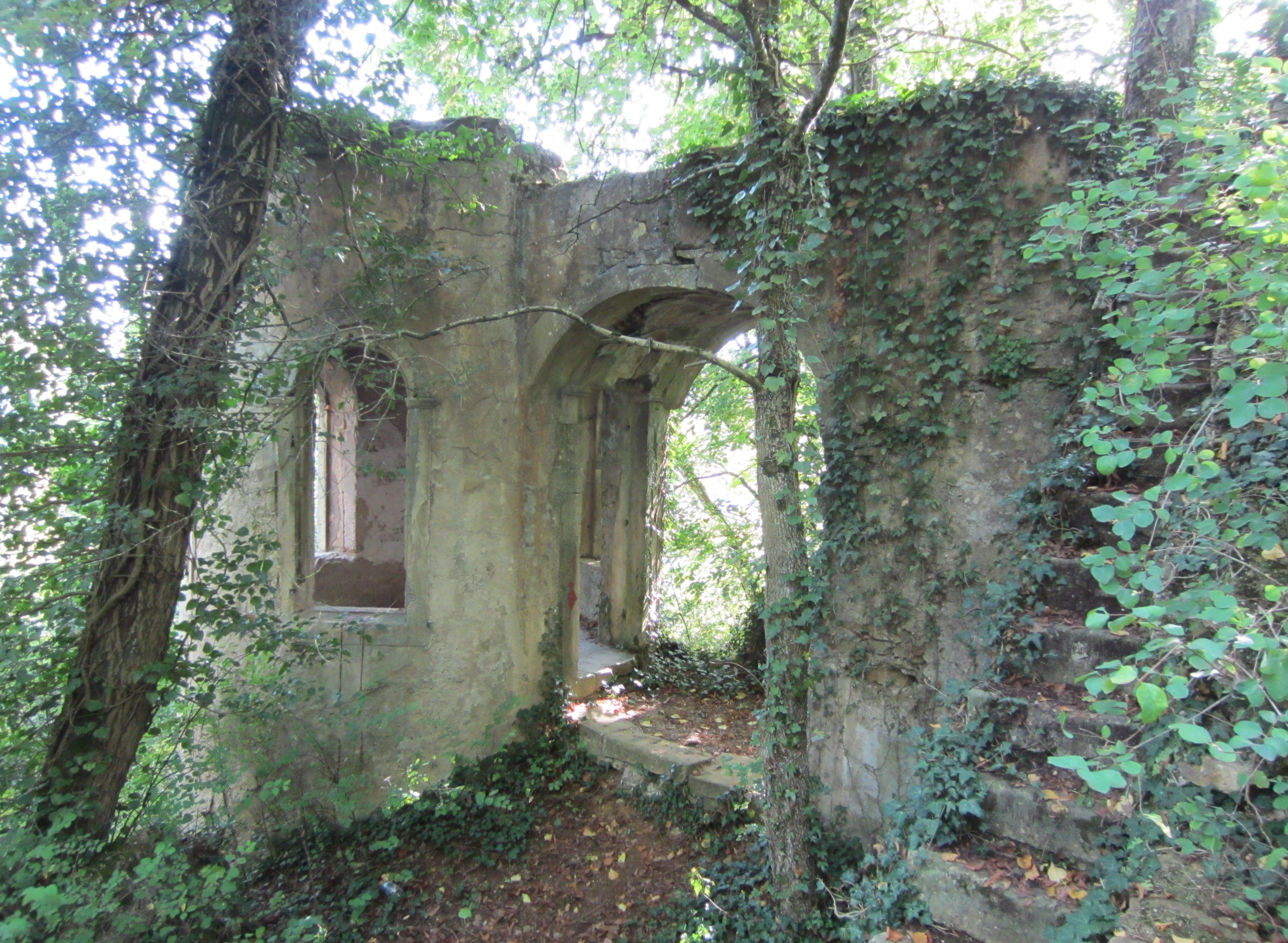
La "tour du diable".

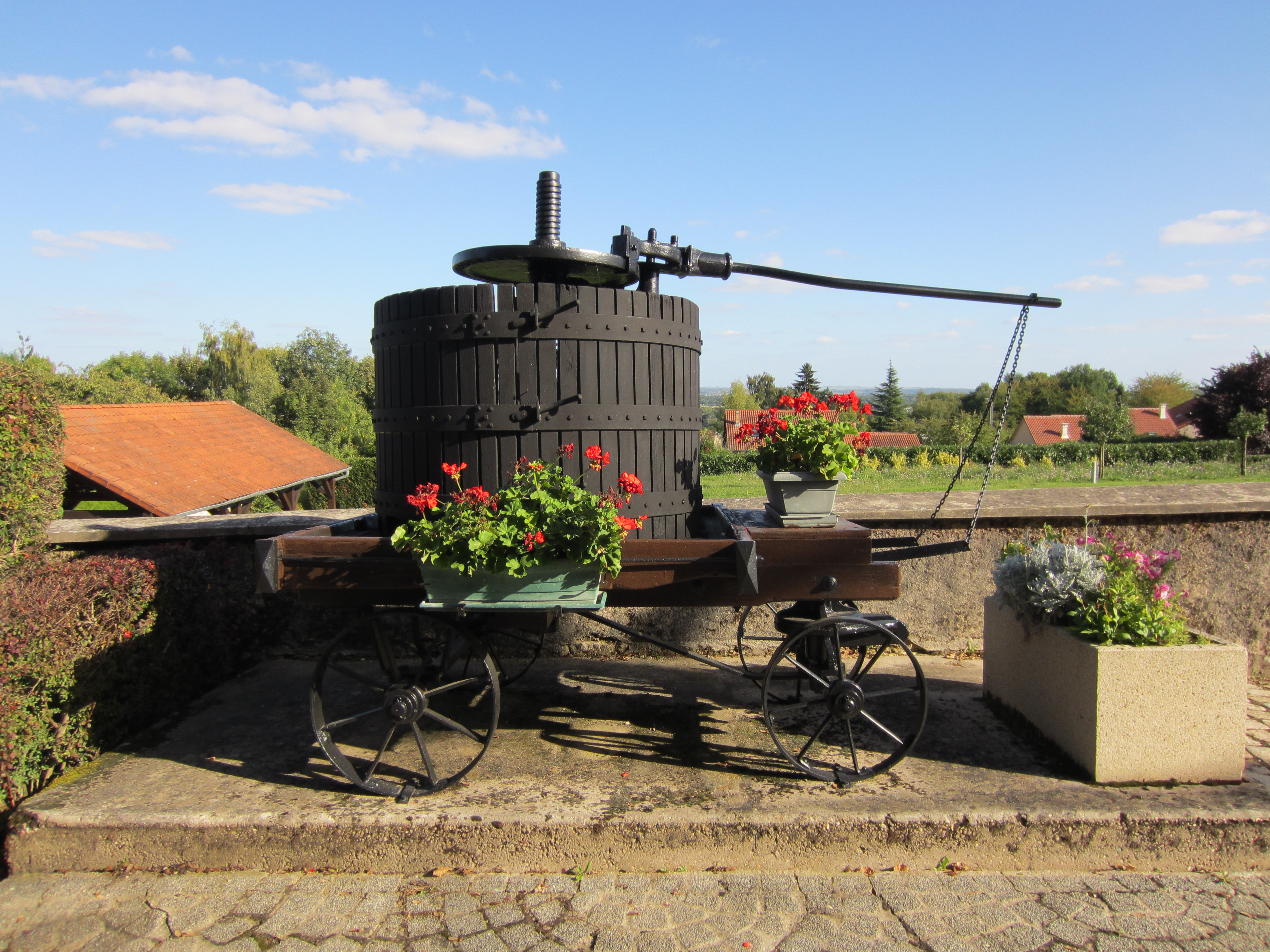
Le pressoir de Jussy.

- Tour de garde (dite "tour du diable")
- Monument aux morts dans le cimetière, disparu après les bombardements du 24 mai 1944 ;
- Lavoir, construit en 1850, se situait au bord du chemin menant à Vaux dans le prolongement de la rue de La Fontaine ; comportait deux bassins dont le plus grand mesurait 3 m sur 6 m et était réalisé en pierre de Jaumont ; remplace un lavoir plus ancien ; tombé en désuétude et déplacé au centre du village en bordure de la place du Château, inauguration le 28 mai 1994 ; ancien lavoir réaménagé en une aire de repos pour les randonneurs ;
- Maisons anciennes des XVIe et XVIIe siècles : portes à linteaux sculptés, niches ornées de statuettes ;

#### Édifice religieux

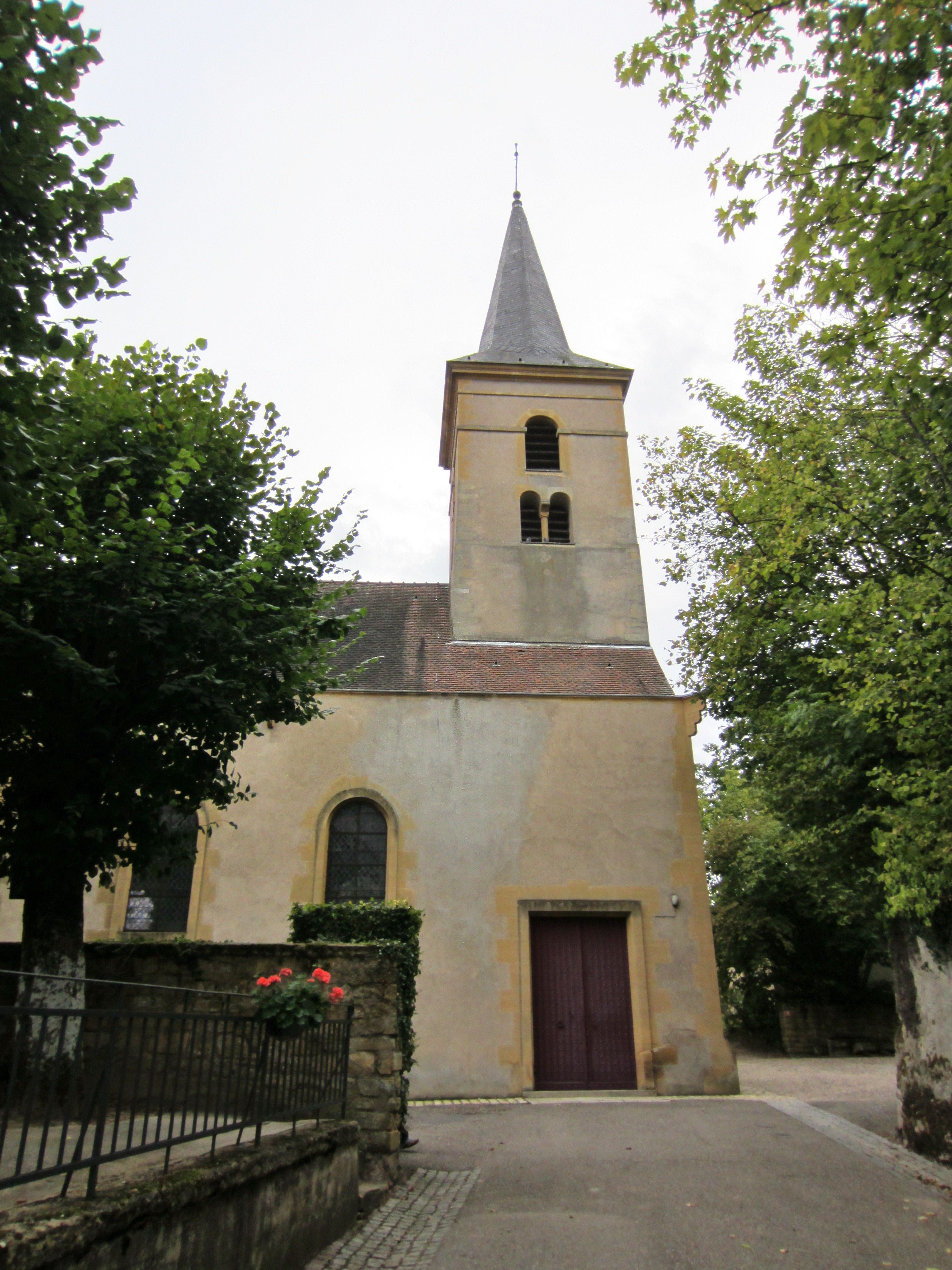
Église Saint-Hilaire.

- Église Saint-Hilaire, XVe siècle avec nef gothique et clocher roman, classée au titre des monuments historiques par avis de classement du 14 mai 1847[22].